# 알리레자 헤이다리
알리레자 헤이다리(페르시아어: علیرضا حیدری,‎ 1976년 3월 4일~)는 이란의 전직 레슬링 선수이다. 2000년 하계 올림픽과 2004년 하계 올림픽 자유형 헤비급에 참가했고 2004년 올림픽에서 동메달을 획득했다. 또한 세계 레슬링 선수권 대회에서 금메달 1개, 은메달 3개, 동메달 1개를 획득했고 아시안 게임에서 금메달 3개, 아시아 선수권 대회에서 금메달 4개, 동메달 1개를 획득했다.